# Амюз буш
Амюз буш (на френски: amuse-bouche (/ aˌmyzˈbuʃ /) или amuse-gueule (/ aˌmyzˈɡœl /) във френската гастрономия е лека закуска, предястие или малък по размер ордьовър, така че да се изяжда на една хапка. Това е термин, възникнал в контекста на висшата кухня. Различава се от предястията по това, че не се поръчва чрез менюто от клиентите, а се сервира безплатно и само по избор на главния готвач. Сервира се преди предястието или между предястието и основното ястие като подготовка на потребителя или самостоятелно (вид тапас), за да даде представа за стила на готвене на главния готвач.
Терминът възниква през 60-те години на XX век в рамките на кулинарното движение Neuvelle Cusine